# Lorenz Knieriem
Lorenz Knieriem (* 1973 in Göttingen) ist ein deutscher Autor und Lektor.

## Leben und Werke
Knieriem machte in seiner Geburtsstadt Göttingen am Theodor-Heuss-Gymnasium sein Abitur, anschließend studierte er an der Georg-August-Universität Göttingen Germanistik, Publizistik und Soziologie und schloss sein Magisterstudium mit einer Arbeit über Heinrich Heine ab. Später machte er sich als freiberuflicher Lektor selbständig.
Knieriem betätigte sich als Autor von regionalgeschichtlichen Beiträgen, zudem verfasste er eigenständig sowie in Kooperation insbesondere mit Hardy Grüne Bücher zur Fußballgeschichte. In diesem Zusammenhang war er auch mehrmals für den Verlag Die Werkstatt als Lektor für fußballspezifische Werke tätig.

## Werke (Auswahl)
- mit Bürte Hoppe: Best of 40 Jahre Bundesliga. Auf dem Jahrmarkt der Nation. Agon Sportverlag, Kassel 2003, ISBN 3-89784-210-6.
- mit  Matthias Voigt: Fußballweltmeisterschaft 1950 Brasilien. Agon Sportverlag, Kassel 2003, ISBN 3-89784-217-3.
- Torjäger. Eine Typologie des Vollstreckers. Agon Sportverlag, Kassel 2005, ISBN 3-89784-264-5.
- mit Hardy Grüne: Enzyklopädie des deutschen Ligafußballs 8. Spielerlexikon 1: 1890–1963. Agon Sportverlag, Kassel 2006, ISBN 3-89784-148-7.
- mit Wolfgang Webermann und Christoph Schmidt: Zeitsprünge Göttingen. Sutton Verlag, Erfurt 2012, ISBN 978-3-95400-052-4.
- mit Wolfgang Webermann und Christoph Schmidt: Zeitsprünge Celle. Sutton Verlag, Erfurt 2012, ISBN 978-3-86680-905-5.
- mit Christoph Schmidt: Hannover: Eine Stadt verändert ihr Gesicht. Sutton Verlag, Erfurt 2013, ISBN 978-3-95400-262-7.
- mit  Matthias Voigt: 1. SC Göttingen 05. Sutton Verlag, Erfurt 2016, ISBN 978-3-89702-580-6.